# Sabatier (cráter)

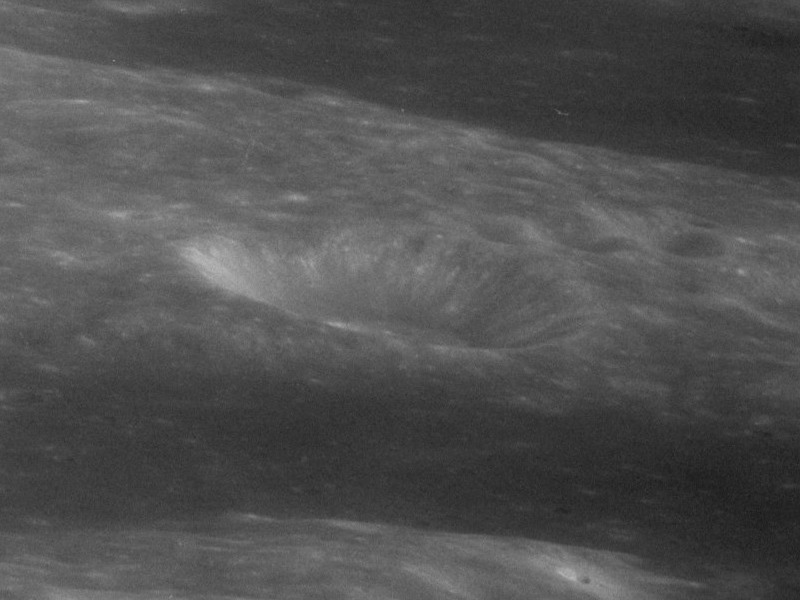
Fotografía de la misión Apolo 11

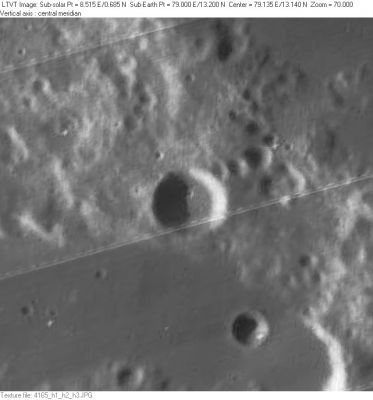
Fotografía de la misión Lunar Orbiter 4

Sabatier es un pequeño cráter de impacto que se encuentra cerca del terminador oriental de la Luna, en la periferia suroeste del Mare Marginis.
|  |

Se halla en una zona relativamente aislada, con el cráter designado más cercano es Neper, cuya llanura amurallada se sitúa hacia el sureste. Es una formación casi circular, con un mínima borde exterior y un suelo circular que ocupa alrededor de la mitad del diámetro del cráter.